# Haderonia excellens
Haderonia excellens är en fjärilsart som beskrevs av Zoltan Varga 1974. Haderonia excellens ingår i släktet Haderonia och familjen nattflyn. Inga underarter finns listade i Catalogue of Life.